# Sacra Famiglia con san Giovannino (Correggio Los Angeles)
La Sacra Famiglia con san Giovannino è un dipinto a olio su tavola trasportato su tela (26,5x21 cm) attribuito Correggio, databile al 1514 circa e conservato nel LACMA di Los Angeles.

## Storia e descrizione
Il piccolo dipinto, conservato nel museo di Los Angeles dal 1946, era noto alla critica fin dal primissimo Novecento: dal 1905 al 1906 fu prestato al Fogg Art Museum dove poté vederlo Bernard Berenson, che lo pubblicò nel 1907. L'attribuzione al Correggio, sostenuta da Adolfo Venturi e avvalorata negli anni settanta del Novecento da Arturo Carlo Quintavalle e Cecil Gould, fu accettata da altri studiosi successivi ma non da David Alan Brown che ha suggerito di vedervi il prodotto di un esercizio di imitazione sui modi del Correggio ad opera del pittore parmense Francesco Maria Rondani, che non era estraneo a rielaborazioni correggesche di questo tipo.
L'attribuzione al Correggio è stata prudentemente mantenuta da Mario Di Giampaolo e Andrea Muzzi mentre David Ekserdjian ha espresso pesanti dubbi al riguardo.
Dietro a un parapetto, elemento di  origine quattrocentesca, la Madonna seduta tiene il Bambino sulle ginocchia, ed egli, che ha le guance piene come in altre opere dell'artista, afferra la croce che il piccolo Giovanni Battista gli porge, un gesto che simboleggia l'accettazione del suo destino. Appare da dietro Giuseppe, che assiste alla scena. Lo sfondo suggerisce la presenza di una colonna vicina a un muro, con una folta vegetazione retrostante.
Pur tenendo conto del fatto che il passaggio da tavola a tela possa aver causato il colore sgranato dell'immagine e la sua incerta messa a fuoco, alcuni dettagli, quali lo scorcio incerto della mano destra della Vergine, il modo sciatto di trattare il panneggio del mantello che si appiattisce sulle sue spalle, nonché il volto appuntito di san Giuseppe, sembrano in effetti suggerire che non si tratti di un originale del Correggio giovane. Un rapido confronto fra questo san Giuseppe e l'omonimo santo dell'Adorazione dei Magi di Brera, vicini sia nella posa che nel rapporto spaziale con la colonna marmorea, rivela una incolmabile differenza qualitativa nel gestire il chiaroscuro e l'espressività del volto.
Se non si tratta del Correggio, l'autore del dipinto dovrà quindi essere ricercato fra i pittori attivi a Parma nella sua orbita: un artista sensibile alla lezione dell'Allegri ma anche pronto a divulgare ed edulcorare, semplificandole, alcune solenni proposte raffaellesche (come l'esempio della Madonna Aldobrandini).